# ハウス・ジャック・ビルト
『ハウス・ジャック・ビルト』（The House That Jack Built）は、ラース・フォン・トリアー監督・脚本、マット・ディロン主演による2018年のサイコロジカルホラー映画である。1970年代から80年代にかけての12年間にわたって米国ワシントン州で暗躍したシリアルキラーのジャックが描かれる。第71回カンヌ国際映画祭でプレミア上映された。監督自身の言葉によれば、この映画は人生とは意地悪なもので、邪悪であり、これは映画製作同時期の米大統領の台頭が悲しくも証明していることを、昇華させて作られたと述べている。
一部シーンがカットされたバージョンが存在しており、日本国内においては上映時間155分のものがR18+に、二次市場向け再編集版として上映時間が152分に短縮されたものがR15+に区分されている。

## プロット
ジャックは強迫性障害を持ち、建築技師を自称している。彼の夢は「建築家」になることだが、なかなか理想の家を建てることができない。
殺人に夢中になったジャックは行為を彼なりの論理で正当化しつつ、自らの「芸術」に行き詰まりを覚える。

## キャスト
- ジャック - マット・ディロン[2]
- ウェルギ - ブルーノ・ガンツ[2]
- 女性1 - ユマ・サーマン[2]
- 女性2 - シオバン・ファロン[2]
- 女性3 - ソフィー・グローベール（英語版）[2]
- シンプル - ライリー・キーオ[2]
- アル - ジェレミー・デイビス[8]
- エド - エドワード・スペリーアス
- S.P - デヴィッド・ベイリー（英語版）[9]
- ユ・ジテ[10][11]
- オシ・イカイル（英語版）

## 製作
トリアーは当初テレビシリーズとしてこのアイデアの企画を進めていたが、2016年2月に映画となることを発表した。シリアルキラーに関する広範囲にわたる研究を終え、トリアーは2016年5月までに脚本を完成させた。国際セールス権はトリアーのゼントロパと共にトラストノルディスクが所有する。資金調達はフィルム・アイ・ヴァストが行い、コペンハーゲン・フィルム・ファンドが108万ユーロの製作補助金を提供した。製作はフランス、ドイツ、スウェーデン、デンマークが共同で行った。
2016年11月2日、トリアーはマット・ディロンが主役に決まったことを発表した。続いて2017年2月、ライリー・キーオとソフィー・グローベール、さらに翌月にユマ・サーマンの参加が発表された。撮影は2017年3月にスウェーデンのベンクトフォッシュで始まった。撮影は2段階に分けられて行われ、完了後に視覚効果処理が施される。

## 公開
2017年5月、IFCフィルムズが米国配給権を獲得した。2017年3月時点でトリアーは以前に問題発言から出入り禁止にされてしまったカンヌ国際映画祭でのプレミア上映を目指して交渉行っていた。2018年4月19日、第71回カンヌ国際映画祭のコンペティション外でのプレミア上映決定が発表された。発表後、ティーザー予告が公開された。
2018年5月14日に第71回カンヌ国際映画祭でワールド・プレミアが実施された。プレミア上映時には100人以上の観客が退席したが、終了後には6分間に及ぶスタンディングオベーションを受けたと報じられた。

## 批評家の反応
Rotten Tomatoesでは26件のレビューで支持率は50%、平均点は6/10となっている。
『インディワイヤー』の批評家のエリック・コーンは「A-」と格付けし、「ワイルド・マスターピース」と評した。『BBC.com』のニコラス・バーバーは5つ星満点で4つ星を与え、「間違いなく、大胆で刺激的な映画で、デンマークの著名な映画作家は誰も作れなかった」と評した。『バラエティ』のオーウェン・グレイバーマンもまた肯定的な評価を下し、「それは破壊的な良作映画と離れ業の中間にある。あなたの肌に合うように設計されている」と述べた。『ハリウッド・リポーター』は「『The House That Jack Built』は間違いなく見るべきものだ。だが最も驚くべきことは、それが不安定であることと同様に頻繁に虚ろであることだ」と評した。『ガーディアン』のピーター・ブラッドショーは「悽惨と哀悼の試練」と評しつつ、映画の閉幕を称賛した。